# Le paludi della morte
Le paludi della morte (Texas Killing Fields) è un film del 2011 diretto da Ami Canaan Mann.
Ispirato a fatti realmente accaduti, il film, di produzione statunitense, è stato presentato in concorso alla 68ª Mostra internazionale d'arte cinematografica di Venezia.

## Trama
Nella zona paludosa dei Killing Fields, dove negli anni sono stati ritrovati numerosi cadaveri di giovani donne, perlopiù prostitute e studentesse, viene ritrovato un cadavere di una ragazzina che sembra essere stata assassinata.
Il caso viene affidato al detective della omicidi di Texas City Mike Souder e al suo collega newyorkese Brian Heigh. I due detective sono rispettivamente un uomo di provincia dal temperamento abbastanza aggressivo e un newyorkese pacato e devoto, e per questo si scontrano molto spesso durante varie operazioni. In questi avvenimenti si intrecciano anche le responsabilità di Brian verso Anne, ragazzina che ha trascorso del tempo in un riformatorio e che è vittima delle angherie di una madre prostituta, che la picchia affinché non le stia fra i piedi mentre è a casa con i propri clienti.
I due poliziotti eseguono una sorta di retata in casa di Anne spaventando anche uno dei clienti della madre; Mike chiede anche informazioni su di lui al capo della fabbrica presso cui lavora, scatenando la sua ira. Al caso si aggiunge anche Pam, ex moglie di Mike, anche lei poliziotta dai modi bruschi, che li coinvolge nelle indagini riguardanti la scomparsa di altre ragazze, tutte ritrovate morte nella zona paludosa.
Nonostante le loro divergenze, i due riescono ad individuare due sospetti e una comunità che sembra sapere qualcosa su di loro ma che non parla perché spaventata. Man mano che proseguono le indagini, i due poliziotti si conoscono meglio e i loro caratteri sembrano subire una coevoluzione: Mike inizia a mostrare un lato più riflessivo, a dimostrare una comprensione di determinate dinamiche superiore a quella di Brian, mentre quest'ultimo inizia ad avere degli accessi d'ira che lo spingono a scontrarsi fisicamente con potenziali testimoni.
Dopo diversi tentativi di fuga di Anne da Brian, perché spaventata dalla madre, dal fratello o dal cliente, Anne viene rapita proprio mentre è con il poliziotto. Ignaro di quanto accaduto, Mike tenta una retata contro i due sospetti: questi riescono tuttavia a scappare in auto e seminare morte nella loro fuga, finché uno dei due non arriva ad uccidere l'altro. Successivamente, Mike raggiunge Brian nelle paludi dove i due trovano Anne ancora viva e la fanno portare in ospedale. Brian rimane lì per scovare i due colpevoli, ma scopre che in realtà gli assassini non sono i due sospetti, ma il fratello di Anne e il cliente di sua madre: questi feriscono gravemente il poliziotto e si rifugiano a casa di Anne. Mike, tuttavia, riesce a stanarli con dei rinforzi: ne consegue una vera e propria carneficina in cui entrambi gli assassini, nonché la madre di Anne, muoiono.
Dopo un mese, la ragazza viene dimessa dall'ospedale ed è pronta a rifarsi una vita: Mike la accompagna da Brian, che in realtà è sopravvissuto alla sparatoria.

## Produzione
Basato su fatti realmente accaduti, raccontati in un omonimo romanzo, la sceneggiatura è firmata dall'ex agente della DEA Donald F. Ferrarone. Inizialmente la regia era stata proposta a Danny Boyle, che rifiutò l'offerta definendo il film troppo cupo.
La regia è stata quindi affidata a Ami Canaan Mann, figlia del regista Michael Mann (che figura tra i produttori del film), al suo secondo lungometraggio, dopo Morning del 2001.
Le riprese sono iniziate il 3 maggio 2010 e si sono svolte interamente in Louisiana, tra le città di New Orleans e Shreveport.

## Distribuzione
Dopo la presentazione in concorso al Festival di Venezia 2011, che è avvenuta il 9 settembre 2011, il film è stato distribuito nelle sale cinematografiche statunitensi il 17 ottobre 2011 mentre in Italia è uscito il 15 giugno 2012.

## Accoglienza

### Critica
Secondo l'aggregatore di recensioni Rotten Tomatoes, il film ha ottenuto un indice di apprezzamento del 37% e un voto di 5,10 su 10 sulla base di recensioni. Secondo Metacritic, il film ha ottenuto un voto di 49 su 100 sulla base di 17 recensioni.

### Incassi
Il film ha incassato 1,69 milioni di dollari al botteghino.